# Carey Hayes
Carey Hayes (* 21. April 1961 in Portland, Oregon) ist ein US-amerikanischer Drehbuchautor, der überwiegend mit seinem Zwillingsbruder Chad zusammenarbeitet.

## Karriere
Er begann seine Arbeit als Drehbuchautor im Fernsehen und zeigt sich für einige Drehbücher, der kurzlebigen Serie Baywatch Nights, einem Ableger der erfolgreichen Serie Baywatch – Die Rettungsschwimmer von Malibu, verantwortlich. Bis 2005 verfasste Hayes mit seinem Bruder fast ausschließlich Drehbücher für Fernsehserien oder Fernsehfilme, ehe er und sein Bruder gemeinsam mit Charles Belden das Drehbuch des Horrorfilms House of Wax verfassten. Der Film zog überwiegend negative Kritiken mit sich und wurde u .a. für die Goldene Himbeere in der Kategorie Schlechteste Neuverfilmung/Schlechteste Fortsetzung nominiert. Auch der nächste Kinofilm, für den Hayes mit seinem Bruder das Drehbuch verfasste, The Reaping – Die Boten der Apokalypse, zog überwiegend negative Kritiken mit sich, wie es auch mit Whiteout passieren sollte.
2013 zeichneten sich die Hayes-Brüder für das Drehbuch von Conjuring – Die Heimsuchung. Der Film unter der Regie von James Wan zog positive Kritiken mit sich und erwies sich als ein Erfolg. Es wurde eine Fortsetzung angekündigt, zu der er und sein Bruder erneut das Drehbuch verfassen sollen. Conjuring 2 erschien im Juni 2016.

## Filmografie
- 1990: Booker (Fernsehserie)
- 1990: The Dark Side of the Moon
- 1991: Flash – Der Rote Blitz (The Flash, Fernsehserie)
- 1995: Down, Out & Dangerous (Fernsehfilm)
- 1995: Diagnose: Mord (Diagnosis Murder, Fernsehserie)
- 1996: Süße 17, tödliches Biest (Twisted Desire, Fernsehfilm)
- 1996–1997: Baywatch Nights (Fernsehserie)
- 1997: Deine Schönheit ist dein Verderben (Crowned and Dangerous, Fernsehfilm)
- 1999: Baywatch – Die Rettungsschwimmer von Malibu (Baywatch, Fernsehserie)
- 1999: Die Tochter des Präsidenten: In tödlicher Gefahr (First Daughter, Fernsehfilm)
- 1999: Wie Du mir, so ich Dir (Horse Sense, Fernsehfilm)
- 1999: Das Model und der Cop (Shutterspeed, Fernsehfilm)
- 2000: Mysterious Ways (Fernsehserie)
- 2000: First Target – Anschlag auf den Präsidenten (First Target, Fernsehfilm)
- 2001: Schiffbruch (Jumping Ship, Fernsehfilm)
- 2001: Invincible – Die Krieger des Lichts (Invincible, Fernsehfilm)
- 2002: First Shot – Das Attentat (First Shot, Fernsehfilm)
- 2005: House of Wax
- 2007: The Reaping – Die Boten der Apokalypse (The Reaping)
- 2009: Whiteout
- 2013: Conjuring – Die Heimsuchung (The Conjuring)
- 2015: San Andreas
- 2016: Conjuring 2 (The Conjuring 2)
- 2020: Die Besessenen (The Turning)